# Station Hurdegaryp
Station Hurdegaryp is het spoorwegstation in het Friese dorp Hardegarijp. Het station werd geopend in 1866 en ligt aan de spoorlijn Leeuwarden – Groningen. Het huidige, eenvoudig uitgevoerde, stationsgebouw dateert uit 1964.
Op 30 mei 1999 werd de oorspronkelijke stationsnaam Hardegarijp aangepast aan de sinds 1989 officiële Friese naam van het dorp.

## Verbindingen
Dit station wordt bediend door de volgende treinserie:
| Serie      | Treinsoort         | Route                               | Bijzonderheden                                                                               |
| ---------- | ------------------ | ----------------------------------- | -------------------------------------------------------------------------------------------- |
| 37400 RS 1 | Stoptrein (Arriva) | Leeuwarden – Hurdegaryp – Groningen | 's Avonds rijden van maandag t/m zaterdag enkele extra treinen tussen Zuidhorn en Groningen. |

## Afbeeldingen

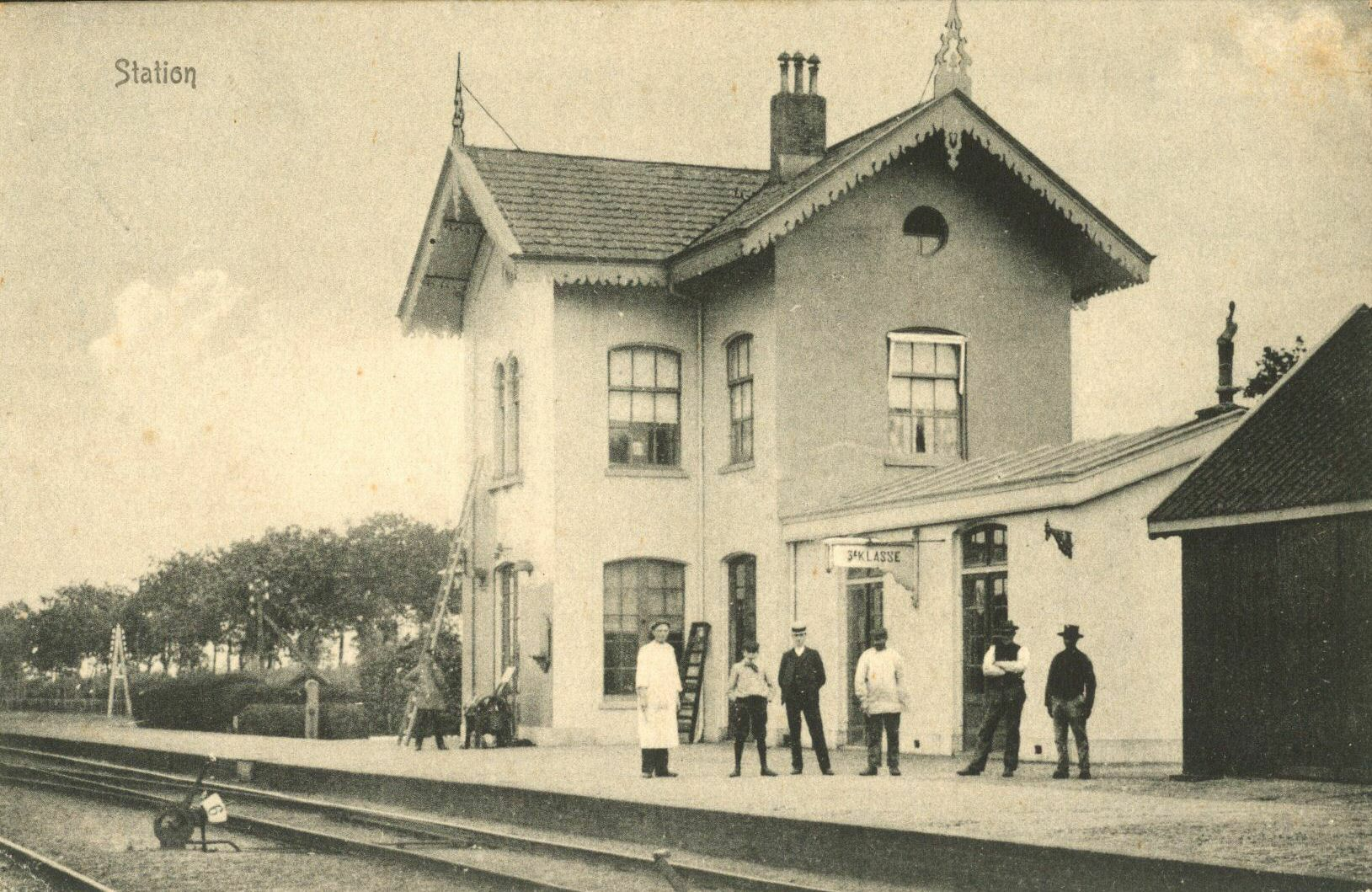
Station Hurdegaryp tussen 1904 - 1909
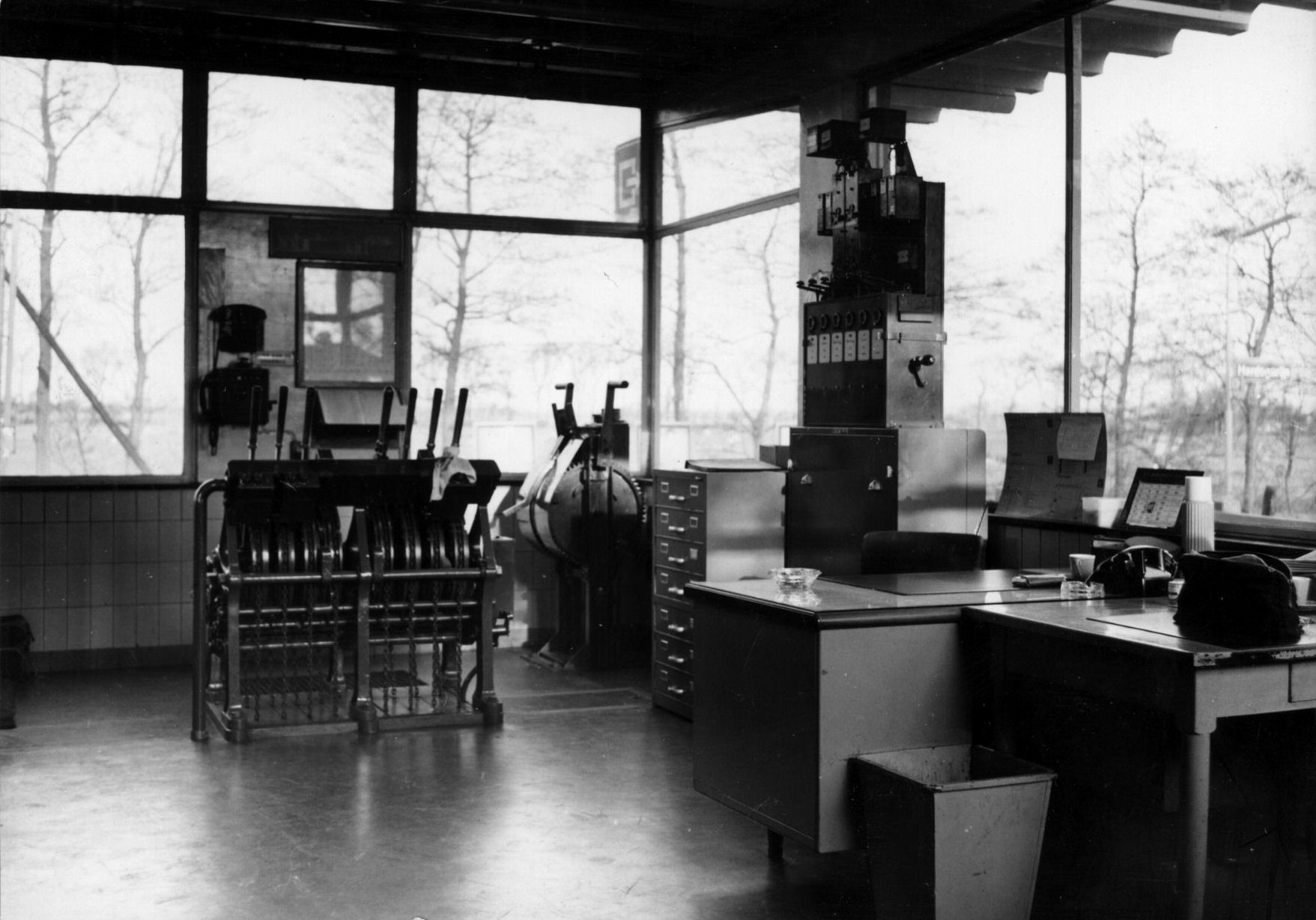
Interieur van het station
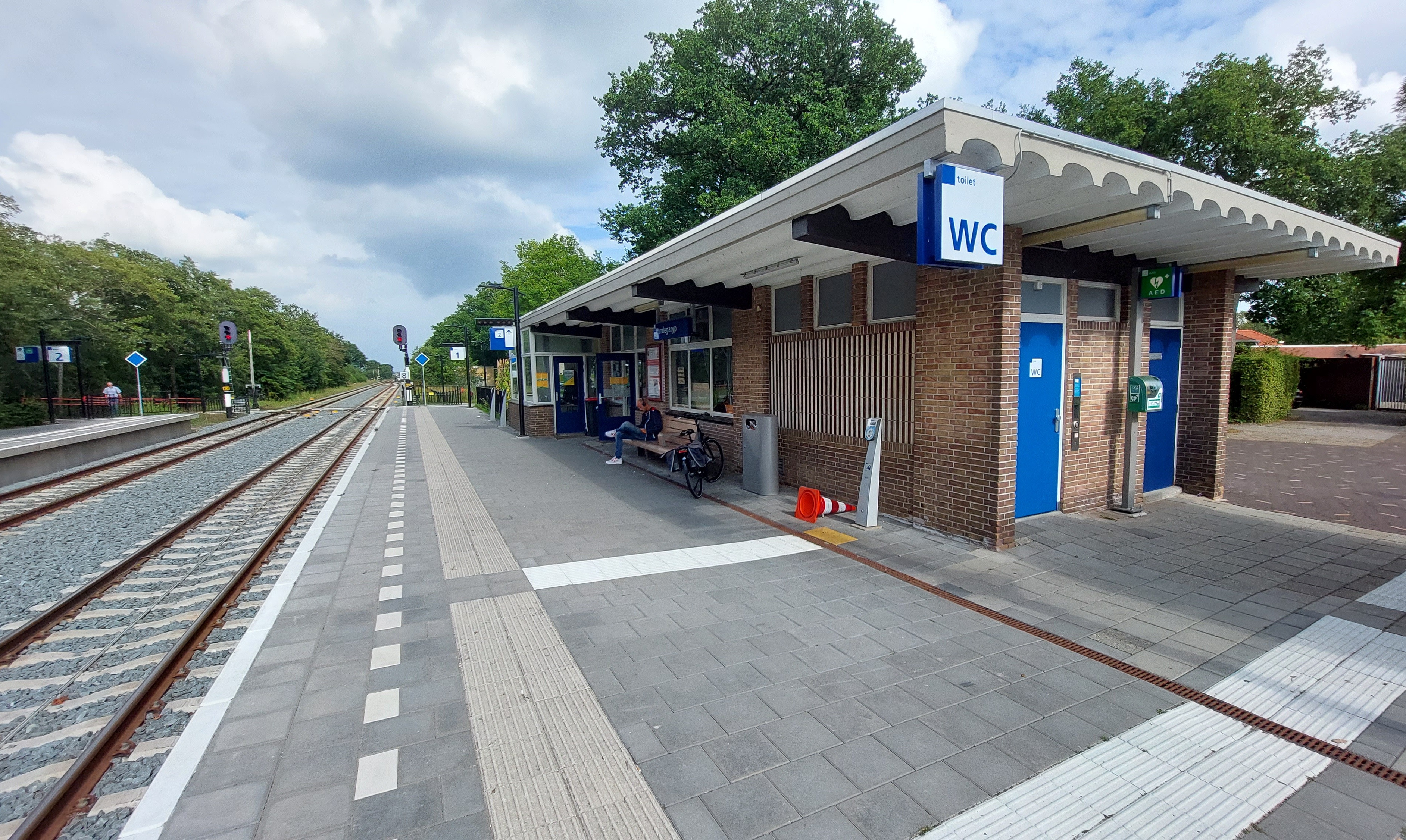
Het station in 2022
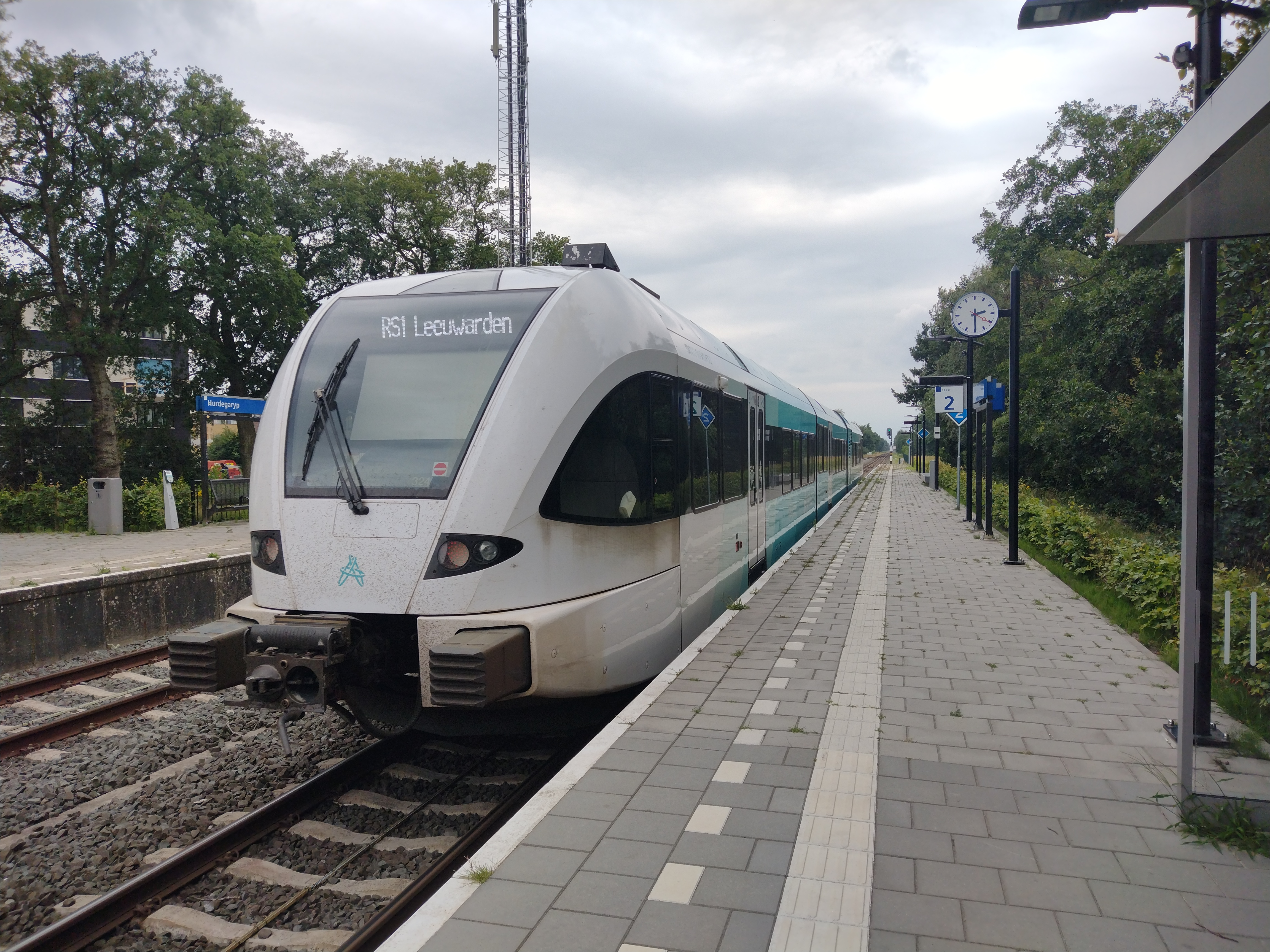
Arriva GTW op het station